# Operacja Sugiury
Operacja Sugiury – zabieg operacyjny stosowany w profilaktyce krwawień z żylaków przełyku.
Polega na:
- wypreparowaniu ściany przełyku z dostępu przez klatkę piersiową;
- wypreparowaniu i przecięciu naczyń dochodzących do bliższej części żołądka z dostępu przez jamę brzuszną;
- splenektomii;
- wykonaniu wagotomii selektywnej z następową pyloroplastyką.